# Blanche Friderici
Blanche L. Friderici (n. 21 ianuarie 1878, New York City, New York, SUA – d. 23 decembrie 1933, Visalia, California, SUA) a fost o actriță americană de film și scenă, uneori menționată ca Blanche Frederici.

## Carieră
Friderici nu a dorit să fie actriță, ci mai degrabă profesoară de actorie. Cu toate acestea, vederea ei a început să scadă, deteriorându-se până la punctul în care nu mai putea citi, astfel încât cariera sa s-a transformat din predare în actorie.  Un admirator al recitalurilor ei a introdus-o impresarului David Belasco, care a distribuit-o în "The Darling of the Gods".
Între anii 1914 și 1927, Friderici a apărut în nouă producții de teatru de teatru de la Broadway din New York, inclusiv o producție 39 East (premiera în 1919)  și ca Mrs. Davidson în piesa Rain.
Friderici a apărut în șaizeci de filme între anii 1920-1934. Debutul ei a fost ca Miss McMasters în adaptarea filmului 39 East din 1920. În Night Nurse (1931), cu Barbarei Stanwyck și Clark Gable, ea a jucat rolul unei menajere prea speriată pentru a proteja doi copii de o tentativă de crimă. Ultimul ei rol a fost ca soția unui proprietar de motel în S-a întâmplat într-o noapte (1934).

## Moarte
În drum pentru a participa la un serviciu de Crăciun la Parcul Național General Grant, împreună cu soțul său, Donald Campbell, a murit de un atac de cord imediat după ce a ajuns la Visalia, California. Avea 55 de ani.

## Filmografie completă
- 39 East (1920) - Miss McMasters
- No Trespassing (1922) - Dorinda
- Sadie Thompson (1928) - Mrs. Alfred Davidson
- Gentlemen Prefer Blondes (1928) - Miss Chapman
- Fleetwing (1928) - Furja
- Stolen Love (1928) - Aunt Evvie
- Wonder of Women (1929) - Stephen Trombolt's Housekeeper
- The Awful Truth (1929) - Mrs. Leeson
- Jazz Heaven (1929) - Mrs. Langley
- The Trespasser (1929) - Miss Potter - Nurse
- The Flattering Word (1929, scurtmetraj) - Mrs. Zukor
- The Dead Line (1929, scurtmetraj)
- Marching On (1929 scurtmetraj)
- Trifles (1929 short) - Mrs. Peters
- Personality (1930) - Ma
- The Girl Said No (1930) - Mrs. McAndrews (nemenționată)
- A Notorious Affair (1930) - Lady Teel (nemenționată)
- Soldiers and Women (1930) - Martha
- The Bad One (1930) - Madame Durand
- Courage (1930) - Aunt Caroline
- Numbered Men (1930) - Mrs. Miller
- The Office Wife (1930) - Kate Halsey
- Billy the Kid (1930) - Mrs. McSween
- Kismet (1930) - Narjis
- The Cat Creeps (1930) - Mam' Pleasant
- Ten Cents a Dance (1931) - Mrs. Blanchard
- Woman Hungry (1931) - Mrs. Temple
- Night Nurse (1931) - Mrs. Maxwell
- Murder by the Clock (1931) - Julia Endicott
- The Woman Between (1931) - Mrs. Weston
- A Dangerous Affair (1931) - Letty Randolph
- Friends and Lovers (1931) - Lady Allice
- Wicked (1931) - Mrs. Johnson
- Honor of the Family (1931) - Mme. Boris
- Mata Hari (1931) - Sister Angelica
- The Hatchet Man (1932) - Madame Si-Si (nemenționată)
- Lady with a Past (1932) - Nora
- Young Bride (1932) - Miss Margaret Gordon, the Librarian
- So Big! (1932) - Widow Paarlenburg (nemenționată)
- State's Attorney (1932) - Night Court Judge (nemenționată)
- Miss Pinkerton (1932) - Mary
- Love Me Tonight (1932) - Third Aunt
- The Night Club Lady (1932) - Mrs. Carewe
- Thirteen Women (1932) - Miss Kirsten
- Three on a Match (1932) - Miss Blazer (nemenționată)
- If I Had a Million (1932) - Mrs. Garvey (nemenționată)
- Behind Jury Doors (1932) - Mrs. Lanfield
- A Farewell to Arms (1932) - Head Nurse
- Cynara (1932) - Concerned Mother in Courtroom (nemenționată)
- The Thundering Herd (1933) - Mrs. Jane Jett
- Secrets (1933) - Mrs. Martha Marlowe
- Alimony Madness (1933) - Mrs. Van
- The Barbarian (1933) - Mrs. Hume
- Adorable (1933) - The Countess
- Hold Your Man (1933) - Mrs. Wagner
- Man of the Forest (1933) - Mrs. Peg Forney
- Aggie Appleby, Maker of Men (1933) - Aunt Katherine
- The Way to Love (1933) - Rosalie
- Flying Down to Rio (1933) - Dona Elena De Rezende
- All of Me (1934) - Miss Haskell
- It Happened One Night (1934) - soția lui Zeke

## Legături externe
- en Blanche Friderici la Internet Broadway Database
- Blanche Friderici la Internet Movie Database